# امیکرون بادبان
امیکرون بادبان یک ستاره است که در صورت فلکی بادبان قرار دارد.